# عضلات بين ضلعية
تقع العضلات الوربية بين الأضلاع، وتساعد على تشكيل وتحريك جدار الصدر. وتشارك في الحركات التنفسية (التهوية) من خلال توسيع وتقليص تجويف الصدر لتسهيل التنفس.

## البنية
1. العضلات بين الضلعية الظاهرة: لها ألياف تتجه إلى الأسفل والأمام فتسمى ألياف أمامية سفلية يؤدي تقلصها إلى ارتفاع الأضلاع وزيادة البعد العرضي للقفص الصدري أثناء الشهيق.
2. العضلات بين الضلعية الغائرة: لها ألياف تتجه إلى الخلف والأعلى. فتسمى ألياف خلفية علوية يؤدي تقلصها إلى انخفاض الأضلاع ونقص البعد العرضي للقفص الصدري أثناء الزفير.
3. العضلات بين الضلعية العمقى: لها ثلاثة أجزاء منفصلة.

## الوظيفة
تعتبر العضلات الأخمعية من العضلات الوربية أيضا التي تعمل على تحريك جدار الر ولها وظيلة في الاستنشاق، لكنها ليست من الطبقات الثلاث الرئيسية.